# 최사라
최사라(2003년 6월 25일~)는 대한민국의 장애인 알파인 스키 선수로, 2022년 동계 패럴림픽에 참가했다.